# Bund der Strafvollzugsbediensteten Deutschlands
Der BSBD Bund der Strafvollzugsbediensteten Deutschland Fachgewerkschaft im dbb beamtenbund und tarifunion e. V. ist die Fachgewerkschaft der Strafvollzugsbediensteten mit Sitz in Stuttgart. In ihm sind etwa 80 Prozent aller im Strafvollzug Beschäftigten in Deutschland organisiert. Er vertritt und fördert die berufspolitischen, rechtlichen, sozialen und wirtschaftlichen Belange seiner Mitglieder.
Der BSBD ist korporativ dem Deutschen Beamtenbund und der dbb-tarifunion angeschlossen. Die Gewerkschaft ist Tarifpartner der öffentlichen Arbeitgeber von Bund, Ländern und Gemeinden.

## Leitung
Bundesvorsitzender ist seit 2016 René Müller (Hamburg). Die stellvertretenden Vorsitzenden sind Horst Butschinek (Nordrhein-Westfalen), Sönke Patzer (Schleswig-Holstein), Alexander Sammer (Bayern), Dörthe Kleemann (Brandenburg), und Martin Kalt (Niedersachsen).

## Landesverbände

### Vorsitzende der Landesverbände
| Baden-Württemberg      | Michael Schwarz                 |
| Bayern (JVB)           | Alexander Sammer                |
| Berlin                 | Thomas Goiny                    |
| Brandenburg            | Dörthe Kleemann                 |
| Bremen                 | Sven Stritzel                   |
| Hamburg (LVHS)         | René Müller                     |
| Hessen                 | Wilma Volkenand                 |
| Mecklenburg-Vorpommern | Matthias Nicolai                |
| Niedersachsen (VNSB)   | Oliver Mageney                  |
| Nordrhein-Westfalen    | Horst Butschinek                |
| Rheinland-Pfalz        | Mark Schallmo und Stefan Wagner |
| Saarland (BSJ)         | Markus Wollscheid               |
| Sachsen                | Thomas Pohr                     |
| Sachsen-Anhalt         | Mario Pinkert                   |
| Schleswig-Holstein     | Henry Malonn                    |
| Thüringen              | Ronny Rüdiger                   |

## Weblink
- Offizielle Website